# IBM 3790
 (mai 2022).
La mise en forme du texte ne suit pas les recommandations de Wikipédia : il faut le « wikifier ».
Les points d'amélioration suivants sont les cas les plus fréquents :
- Les titres sont pré-formatés par le logiciel. Ils ne sont ni en capitales, ni en gras.
- Le texte ne doit pas être écrit en capitales (les noms de famille non plus), ni en gras, ni en italique, ni en « petit »…
- Le gras n'est utilisé que pour surligner le titre de l'article dans l'introduction, une seule fois.
- L'italique est rarement utilisé : mots en langue étrangère, titres d'œuvres, noms de bateaux, etc.
- Les citations ne sont pas en italique mais en corps de texte normal. Elles sont entourées par des guillemets français : « et ».
- Les listes à puces sont à éviter, des paragraphes rédigés étant largement préférés. Les tableaux sont à réserver à la présentation de données structurées (résultats, etc.).
- Les appels de note de bas de page (petits chiffres en exposant, introduits par l'outil «  Source ») sont à placer entre la fin de phrase et le point final[comme ça].
- Les liens internes (vers d'autres articles de Wikipédia) sont à choisir avec parcimonie. Créez des liens vers des articles approfondissant le sujet. Les termes génériques sans rapport avec le sujet sont à éviter, ainsi que les répétitions de liens vers un même terme.
- Les liens externes sont à placer uniquement dans une section « Liens externes », à la fin de l'article. Ces liens sont à choisir avec parcimonie suivant les règles définies. Si un lien sert de source à l'article, son insertion dans le texte est à faire par les notes de bas de page.
- La présentation des références doit suivre les conventions bibliographiques. Il est recommandé d'utiliser les modèles {{Ouvrage}}, {{Chapitre}}, {{Article}}, {{Lien web}} et/ou {{Bibliographie}}. Le mode d'édition visuel peut mettre en forme automatiquement les références.
- Insérer une infobox (cadre d'informations à droite) n'est pas obligatoire pour parachever la mise en page.

Pour une aide détaillée, merci de consulter Aide:Wikification.
Si vous pensez que ces points ont été résolus, vous pouvez retirer ce bandeau et améliorer la mise en forme d'un autre article.
Le système de communication IBM 3790, développé par la Division de Traitement des Données (DTD) d'IBM, a été annoncé en 1974. C'était l'une des premières plates-formes informatiques distribuées. Le 3790 a précédé l' IBM 8100, annoncé en 1979.
Il a été conçu pour être installé dans des succursales, des magasins, des filiales, etc., et pour être connecté à l'ordinateur central hôte, à l'aide d'IBM Systems Network Architecture (SNA).
Bien que le rôle de son successeur dans le traitement des données distribuées ait été considéré comme "un tournant dans la direction générale du développement informatique mondial", le 3790 a été décrit par Datamation en mars 1979 comme "moins que réussi".

## Description du système
IBM l'a décrit  comme "un système de terminal programmable et orienté opérateur".

## Composants
Le 3790 prend en charge  :
- jusqu'à 16 postes d'affichage IBM 3277.
- une unité de disquette intégrée.
- une imprimante linéaire intégrée de 120 lignes par minute (lpm).
- jusqu'à trois unités de commande auxiliaires 3292.
- jusqu'à quatre claviers-imprimantes 3793.
- une interface de communication Synchronous Data Link Control (SDLC).
- un modulateur/démodulateur interne ou externe de 1200 bauds.

L'unité de base du 3790 était l'unité de contrôle programmable IBM 3791, qui était proposée au choix :
- le modèle 1, prenant en charge 8,3 Mo de stockage sur disque.
- le modèle 2, jusqu'à 26,9 Mo.

Étaient attachés au 3791:
- L 'unité de commande auxiliaire 3792, qui avait des options pour la fixation de

- - jusqu'à deux terminaux de communication IBM 2741 commutables.
  - jusqu'à quatre postes d'affichage 3793 et une imprimante linéaire.
  - L'imprimante-clavier 3793 (jusqu'à quatre).
  - Le 3411 modèle 1, unité et contrôleur de bande magnétique (ajouté en 1977) et :
    - jusqu'à trois unités de bande 3410 connectées à l'unité 3411.

## Logiciel hôte
- Function Support Program (Programme de soutien aux fonctions).
- Subsytem Support Services (Services de soutien du sous-système).
- VTAM (avec l'hôte exécutant DOS/VS, OS/VS1 ou OS/VS2) [3]
- User Application Support Program (Programme de soutien aux applications utilisateur).

## Réception
Le 3790 n'a pas réussi à atteindre le succès prévu par IBM, en raison de plusieurs problèmes. Il avait un langage de programmation complexe, The 3790 Macro Assembler, et les clients avaient du mal à y déployer des applications. L'assembleur de macros ne fonctionnait que sur un ordinateur central IBM, puis l'objet compilé et lié a été déplacé vers le 3790 pour les tests.
Le 3790 a été conçu comme un processeur départemental, mais l'exigence d'un environnement de développement sur un macro-ordinateur IBM a inhibé l'adoption sur son marché cible des entreprises de taille moyenne. Le résultat a été un intérêt terne pour le produit. De plus, le 3790 était plus cher que les mini-ordinateurs de puissance de traitement comparable[réf. nécessaire] .
L'un des produits qu'IBM a lancés pour aider les développeurs était Program Validation Services (PVS). Avec PVS, on pouvait tester un programme dans l'environnement du macro-ordinateur à l'aide de scripts. Les scripts étaient lourds à créer et sujets aux erreurs. Étant donné que le temps d'utilisation du macro-ordinateur était coûteux et souvent difficile à obtenir, très peu de programmeurs utilisaient PVS pour autre chose que les tests initiaux.
Le manuel du Macro Assembleur était volumineux (environ 10,16 centimètres d'épaisseur) et difficile à utiliser comme référence. Un autre problème de programmation était la conception et la taille du code; l'architecture matérielle chargeait le code en mémoire sur des segments de 2Ko, pour un temps d'exécution optimal, il était essentiel de s'assurer que les boucles intensives de traitement ne franchissaient pas la limite du segment et n'entraînaient pas de retards lors de l'échange de segments dans et hors de la mémoire.
IBM a reconnu les problèmes avec le Macro Assembleur et a créé un générateur de programme automatisé nommé DMS. DMS est ensuite devenu Cross System Product (CSP) sur le 8100 . DMS était essentiellement un sérigraphe ; il pouvait effectuer des modifications simples telles que la vérification de la plage de champs ou des tests numériques, mais une logique plus complexe devait encore être codée à l'aide de l'assembleur de macros.

## IBM 3730
L'IBM 3730 est une variante de traitement de texte du 3790, annoncée à la fin des années 1970. Il utilisait du matériel 3790, mais son logiciel en faisait un système de traitement de texte à logique partagée dédié qui pouvait prendre en charge une douzaine ou plus de terminaux de traitement de texte IBM 3732, qui étaient dérivés de la famille de terminaux IBM 3270. Les anciens terminaux IBM 3777 qui avaient été retournés par les clients ont été repensés et équipés d'un clavier de traitement de texte spécialisé, et renvoyés à d'autres clients dans le cadre du système de traitement de texte 3730. Le 3730 pouvait être connecté à l'aide de l'architecture de réseau de systèmes à un ordinateur central exécutant IBM DISOSS, qui était un logiciel d'échange de documents centralisé fonctionnant sur CICS.